# Gwara zagłębiowska
Gwara zagłębiowska – mowa ludu zagłębiowskiego, obecnie nieużywana. Należała do dialektu małopolskiego z naleciałościami śląskimi oraz rosyjskimi (głównie w sferze leksykalnej).
Cechy zatracone, to m.in.:
- zachowanie dawnego zakończenia aorystu, w pierwszej osobie l. poj. czasu przeszłego (-ach, -ech → -ak, -ek), np.: bułek – byłem, charowołak – ciężko pracowałam
- przejście wygłosowego -ch w -k, np.: w nosyk cosak, ik
- -o jako końcówka przymiotników w 3 os. l. poj. rż., np.: dobro baba
- mazurzenie, np.: sacunek, zaba, capka
- rusycyzmy w sferze leksykalnej, np. raniec - plecak, tornister; śmirny - grzeczny, spokojny; skolko - ile; konfiety - cukierki; riebiata - dzieci.
- udźwięczniająca fonetyka krakowsko-poznańska, np.: bered Adama, płod upad
- labializacja, np.: łociec, łokno, łobrona
- obecność głosek pochylonych, np.: mom, jo, dóm, syr
- przejście wygłosowego -ą w -om, np.: są → som, idą → idom
- uproszczenie zbitek spółgłoskowych, np.: jastrząb → jascąb

Cechy przetrwałe do dziś:
- twarde zakończenie tematu czasowników, np.: kąpe, kłame, rąbe, chrape,
- różny od ogólnopolskiego rodzaj rzeczowników, np.: krawat – krawatka, parasol – parasolka, kluska – klusek, taboret – tabor(et)ka, puf – pufa, por – pora
- twarda wymowa litery "ń" - słonce, w koncu